# 湘州 (南梁)
湘州，中国南北朝时设置的州，与当时湖南的湘州区别称为北湘州。
- 南朝梁在新化县（今湖北省大悟县东北）设置湘州，下辖安蛮郡、梁宁郡（治聂阳县，今湖北省孝感市东），东魏占领后，治所在大活关城。下辖安蛮郡、梁宁郡、永安郡。北齐废除湘州、安蛮郡、梁宁郡。永安郡改为丰安郡划入北江州。
- 南朝梁在庐江县（今安徽省舒城县）设置湘州，下辖庐江郡，北齐占领后，废除湘州。